# Красная (приток Юги)
Красная — река в России, протекает по территории Повенецкого городского поселения Медвежьегорского района Республики Карелии. Длина реки — 20 км, площадь водосборного бассейна — 112 км².
Река берёт начало из Кукозера на высоте 156,8 над уровнем моря.
В исток Красной, Кукозеро, впадает река Мельничья, вытекающая из Пурнозера.
Течёт преимущественно в северо-западном направлении по заболоченной местности.
Река в общей сложности имеет 13 притоков суммарной длиной 36 км.
Втекает на высоте выше 94,1 м над уровнем моря в реку Югу, впадающую в Маткозеро, через которое протекает Беломорско-Балтийский канал.
Населённые пункты на реке отсутствуют.
Код объекта в государственном водном реестре — 02020001312202000005086.